# Candida (género)
Candida é um género de fungos patogênicos do filo dos deuteromycota que podem causar doenças infecciosas, como por exemplo, a candidíase.

## Espécies
- Candida albicans - candidiase oral e vaginal
- Candida dubliniensis
- Candida glabrata - causador de infecções oportunista frequente em indivíduos seropositivos
- Candida guilliermondii - meningoencefalitis eosinofílica
- Candida kefyr
- Candida krusei
- Candida lusitaniae
- Candida parapsilosis
- Candida tropicalis - organismo modelo
- Candida pseudotropicalis - organismo modelo
- Candida utilis
- Candida maltosa - organismo modelo
- Candida auris